# Euffigneix
Euffigneix é uma comuna francesa na região administrativa de Grande Leste, no departamento de Haute-Marne. Estende-se por uma área de 9 km². Em 2010 a comuna tinha 318 habitantes (densidade: 35,3 hab./km²).